# Anomotariella
Anomotariella is een geslacht van kevers uit de familie van de loopkevers (Carabidae). De wetenschappelijke naam van het geslacht is voor het eerst geldig gepubliceerd in 2012 door Baehr.

## Soorten
Het geslacht Anomotariella is monotypisch en omvat slechts de volgende soort:
- Anomotariella hippocrepis Baehr, 2012